# Penicillaria jocosatrix
Penicillaria jocosatrix là một loài bướm đêm trong họ Noctuidae.

## Hình ảnh

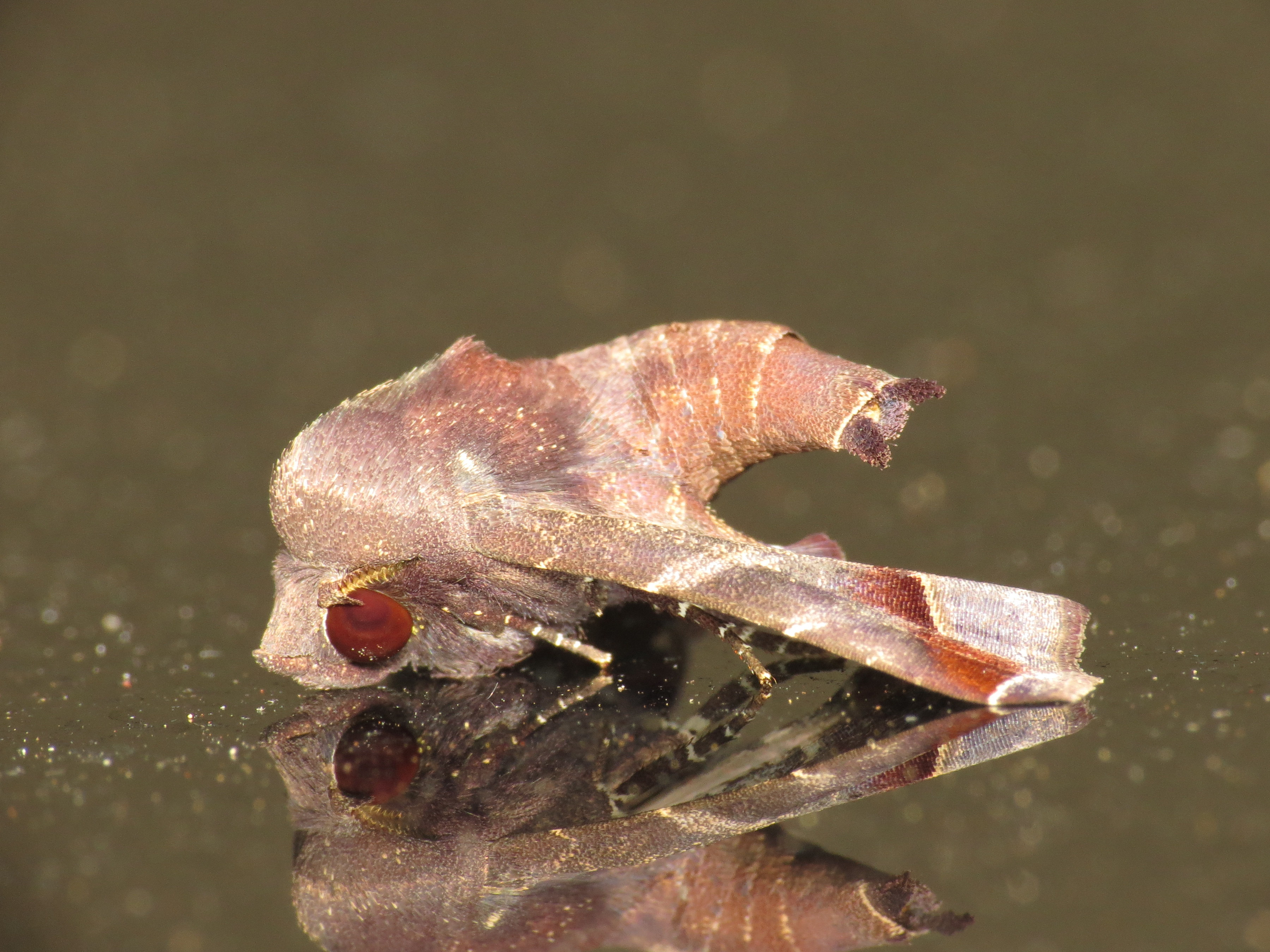